# Rognaix
Rognaix é uma comuna francesa na região administrativa de Auvérnia-Ródano-Alpes, no departamento de Saboia. Estende-se por uma área de 8,98 km². Em 2010 a comuna tinha 490 habitantes (densidade: 54,6 hab./km²).